# Pagliacci

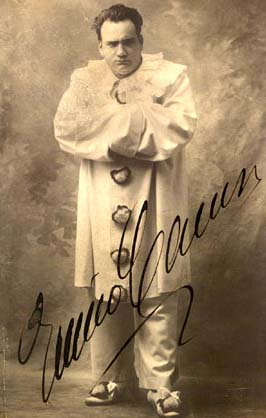
Enrico Caruso como Canio em Pagliacci.

Pagliacci é uma ópera em dois atos, com música e libreto compostos por Ruggero Leoncavallo e representada pela primeira vez no Teatro dal Verme de Milão, em 21 de maio de 1892, com a orquestra sob regência de Arturo Toscanini. Trata-se da única obra de seu autor que ainda é apresentada com frequência nas grandes casas de ópera do mundo. Por possuir apenas dois atos, costuma ser encenada antes ou depois de outra peça curta, como Cavalleria Rusticana, de Pietro Mascagni.

## Personagens
- Canio (tenor dramático) - Dono da companhia de comédias e seu ator principal. Na peça ele faz o papel do Pierrô, que é traído pela Colombina com o Arlequim. Fiorello Giraud foi o primeiro Canio.
- Nedda (soprano lírico) - Esposa de Canio e atriz que representa a Colombina. Adelina Stehle foi a primeira Nedda.
- Tonio (barítono) Ator da companhia que é apaixonado por Nedda. Ele representa a personagem de Taddeo. Victor Maurel foi o primeiro Tonio. Francesco Daddi foi o primeiro Tonio.
- Beppe (tenor ligeiro) Jovem ator que representa o Arlequim, amante de Colombina.
- Silvio (barítono lírico) Aldeão e amante de Nedda. Mario Ancona foi o primeiro Silvio.

## Sinopse

### Cenário
Uma praça de uma vila da Calábria, província do extremo sul da Itália. A época é o final da década de 1860.
Toda a ação da ópera acontece entre três horas da tarde e meia noite de 15 de agosto, a Festa da Assunção da Virgem, celebrada com grandes festividades na Itália e em outros países católicos da Europa. Como parte da celebração, uma trupe provincial de atores ambulantes veio para a cidade, para representar. Eles já estiveram antes na cidade e os aldeões  já os conhecem.

### Prólogo
Durante o Prelúdio, Tonio dá um passo adiante e se apresenta como "O Prólogo". Na tradição da arte da comédia, o Prólogo diz para o público não se preocupar se houver uma tragédia no palco, porque, apesar de tudo, é somente uma peça e não a vida real. Tonio, entretanto, nos traz uma mensagem muito diferente:
"Senhoras e senhores! Na peça que estão prestes a assistir, o autor quer capturar as velhas tradições e mostrá-las novamente. Mas ele não pretende contar-lhes o que estão sempre acostumados a dizer. Não! Este autor que mostrar-lhes um verdadeiro pedaço de vida. A verdade foi sua inspiração. Verão o amor como o povo real ama. Verão os trágicos resultados do ódio e espasmos da dor real. Escutarão gritos de raiva real e risos cínicos.
Assim, não devem pensar em nosso pobres truques teatrais. Devem pensar em nossas almas, pois somos pessoas de carne e osso - e neste mundo solitário respiramos o mesmo ar que vocês."

### Ato I
Os aldeões correm para a praça para receber os atores. Eles estão especialmente felizes em ver seu velho amigo Pagliaccio (Canio), o engraçado palhaço que sempre os faz rir, quando anda com dificuldade ao redor do palco. Canio anuncia uma apresentação para as onze horas daquela noite, e promete-lhes sua comédia favorita. "Vocês verão como Pagliaccio comete tolices e se vinga," ele diz, "bem como o medo e o tremor de Tonio quando o enredo se complica."
Tonio tenta ajudar Nedda a descer de sua carruagem, mas Canio empurra-o violentamente. A multidão ri enquanto Tonio jura que ele se vingará desse insulto. Alguns dos homens da aldeia convidam os atores para a taberna local para uma bebida. Canio e Beppe aceitam, mas Tonio recusa. Um dos aldeões provoca Canio, dizendo que Tonio somente quer ficar para trás para namorar com Nedda. Canio não está se divertindo:
"O que acontece em cima do palco e o que acontece na vida real são duas coisas diferentes. No palco, se o velho Pagliaccio encontra sua esposa com outro homem, ele censura-os e até mesmo apanha para o aplauso da multidão. Mas se na vida real Nedda o traísse, o final da história não seria feliz!"
Quando os sinos da igreja tocam para as preces do entardecer, Canio, Beppe e os aldeões se dirigem para a taberna. "… sua vingança," ele diz, "bem como o medo e o tremor de Tonio quando o enredo se complica."
Nedda, deixada sozinha, admite que ela está assustada com seu marido; ela sente que ele pode perceber sua inquietação. Ela deseja uma vida diferente e, olhando para cima, para o céu onde os pássaros levantam vôo, ela canta para si mesma sobre a liberdade e alegria deles.
Tonio interrompe-a com uma apaixonada declaração de amor, implorando-lhe para não levar em conta seu corpo deformado. "Eu te amo!" ele diz, "você é meu único desejo e estou determinado a tê-la!" Ela zomba dele e ele tenta forçá-la a beijá-lo. Ela agarra um chicote e bate, atingindo-o no rosto. Ele recua e jura vingar-se.
Um momento mais tarde Silvio aparece, assegurando a Nedda que Canio está na taberna e eles estão a salvo. Ele lhe suplica para abandonar sua vida infeliz e ir embora com ele nessa mesma noite. Ela está incerta, mas diz que o ama. Tonio tinha voltado silenciosamente, e ouvindo os dois amantes por acaso, corre para contar a Canio.
Assim que Nedda e Silvio concordam em fugir juntos à meia-noite, Tonio e Canio retornam. Silvio escapa e Canio segue em perseguição. Enquanto Canio procura o amante de Nedda na escuridão, Nedda, com um tom sarcástico, congratula Tonio por revelar o seu segredo. Canio retorna, sem fôlego e num ataque de ciúmes, ele diz a Nedda que irá cortar sua garganta, mas que primeiro quer saber o nome do amante dela. "Ameaças não me assustam", diz ela. "Eu não revelarei nunca o nome dele!" Canio se joga sobre ela com a faca em punho. Beppe chega em tempo para segurá-lo. Tonio puxa Canio para longe, prometendo que o amante de Nedda irá retornar. Beppe pede a todos para que se vistam. É chegada a hora do espetáculo.
Canio está confuso e exausto: "Representar?! Enquanto eu estou tão delirante que não sei o que estou fazendo (Ele se olha no espelho de sua penteadeira.) Você pensa que é um homem? Você não é nada além de um palhaço!" Coloca sua fantasia e maquia seu rosto. "O povo paga para rir, assim se Arlecchino rouba sua Columbina, só risos, palhaço — e todo mundo aplaudirá. Transforme a sua agonia e sofrimento em piadas, transforme as suas lágrimas e mágoas em um rosto engraçado! Ria, palhaço, de seu amor arruinado! Ria da dor que está envenenando seu coração!"
Ele entra no teatro chorando, enquanto a cortina desce lentamente.

### Ato II
Tonio entra com seu grande tambor enquanto as pessoas chegam para a peça. Quando Tonio convida para o início do show, os aldeões disputam seus assentos. Silvio entra silenciosamente e Nedda avisa-o para ser cuidadoso. O show começa.
Colombina, representada por Nedda, está sentada à mesa. Ela conta ao público que seu marido, Pagliaccio (Canio), está fora. Enquanto ela espera que a galinha assada seja servida para o jantar, faz sinal para seu amante, Arlecchino (Beppe), entrar. Em seguida, seu criado, Taddeo (Tonio), declara seu amor. Ela o menospreza e pede seu jantar. Quando Arlecchino entra para cortejar Columbina, Taddeo inesperadamente abençoa o casal. Quando os amantes preparam-se para jantar, Pagliaccio volta para casa. Arlecchino escapa pela janela, enquanto Columbina lhe diz "até a noite", as mesmas palavras que Nedda havia dito a Silvio mais cedo ao anoitecer. Canio está tremendo com essa situação paralela; tentando falar através do personagem, ele acusa Columbina de estar sendo infiel.
Enquanto o confronto da "peça" entre Pagliaccio e Columbina continua, Canio começa a sair de seu papel e passa para a vida real. Tonio, nos bastidores, empurra Canio para a beira, com comentários sarcásticos. Canio pede para saber o nome do amante de Nedda. Quando ele responde em sua personagem de Columbina, ele grita, "Não! Eu não sou um palhaço! Eu sou o louco que a encontrou morrendo de fome nas ruas e deu-lhe meu nome e meu amor!"
O público fica um pouco confuso, mas cativado pela intensidade da representação grita "Bravo!". Eles não têm ideia de que o que acontece no palco neste momento é perigosamente real. Somente Sílvio, no público, está preocupado. Mas Nedda recusa-se decididamente a revelar o nome de seu amante, apesar do interrogatório histérico de Canio. Subitamente Canio saca de uma faca e corre atrás de Nedda, que tenta correr para a multidão. Ele a agarra e a apunhala. Ela grita por ajuda, chamando o nome de Sílvio, que, correndo na defesa dela, também é apunhalado. Enquanto a multidão recua horrorizada, o enlouquecido e exausto Canio fala "A comédia acabou!", encerrando o espetáculo.